# Kakaši Hatake
Kakaši Hatake (japonsky はたけカカシ, mezi českými fanoušky též populární Hepburnův přepis Kakashi Hatake) je jedna z hlavních postav mangy a anime seriálů Naruto a Naruto Šippúden, jejichž autorem je Masaši Kišimoto. Kakaši je nindžou Skryté Listové vesnice hodnosti džónin a velitelem týmu 7, jehož členy jsou Naruto Uzumaki, Sakura Haruno a Sasuke Učiha. Mezi jeho charakteristické rysy patří chození pozdě na domluvená setkání, nošení masky přes obličej a čtení knih od Džiraiji. Ve světě nindžů je dobře znám pod přezdívkou kopírovací nindža Kakaši kvůli tomu, že vlastní šaringan, jenž získal od svého přítele, Obita Učihy. Přestože používá v boji především techniky zkopírované šaringanem, vytvořil Kakaši i svou vlastní, originální techniku: Bleskové ostří (japonsky 雷切, Raikiri).